# Zuid-Noordkanaal

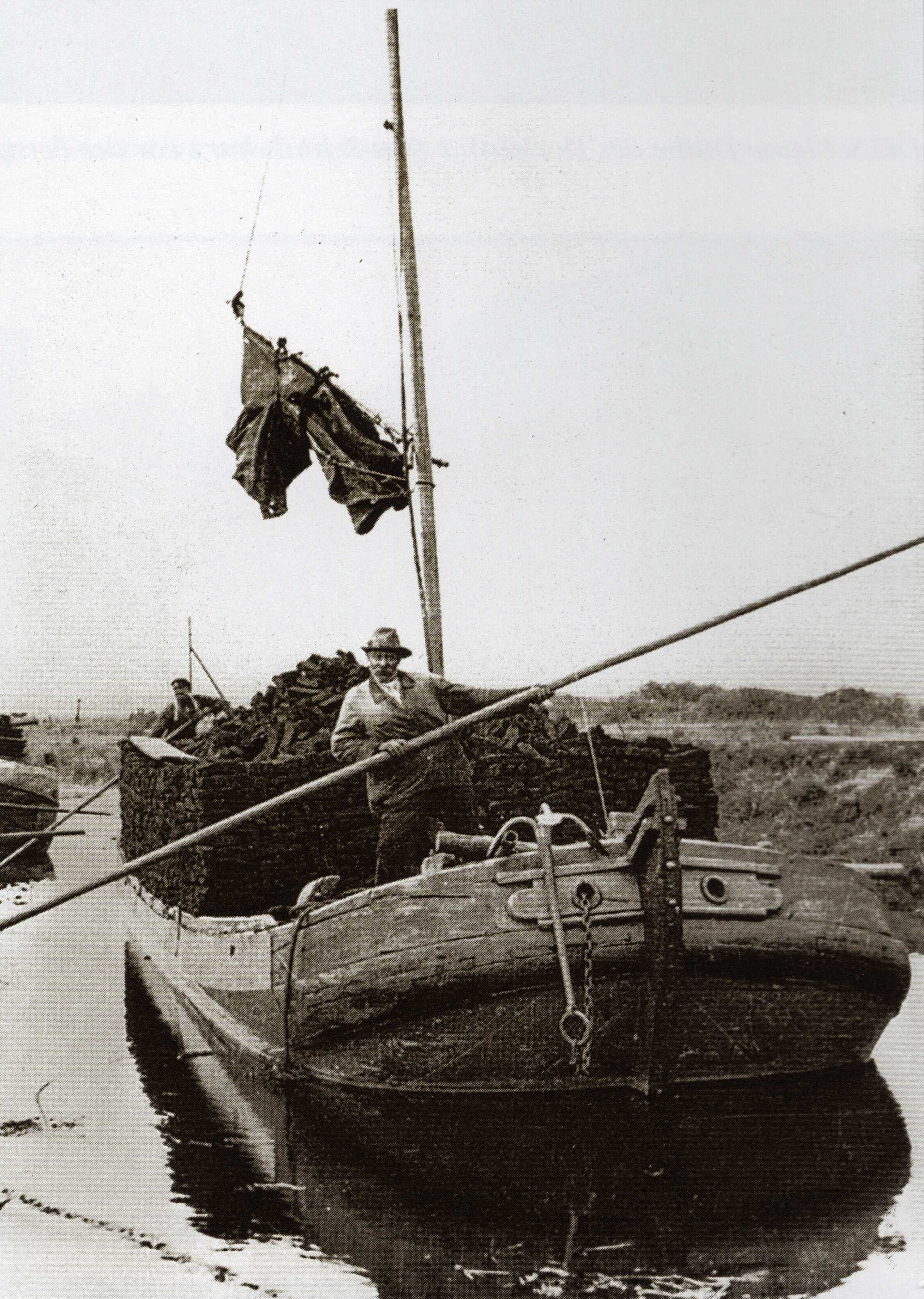
Turfschip op het Zuid-Noordkanaal rond 1900

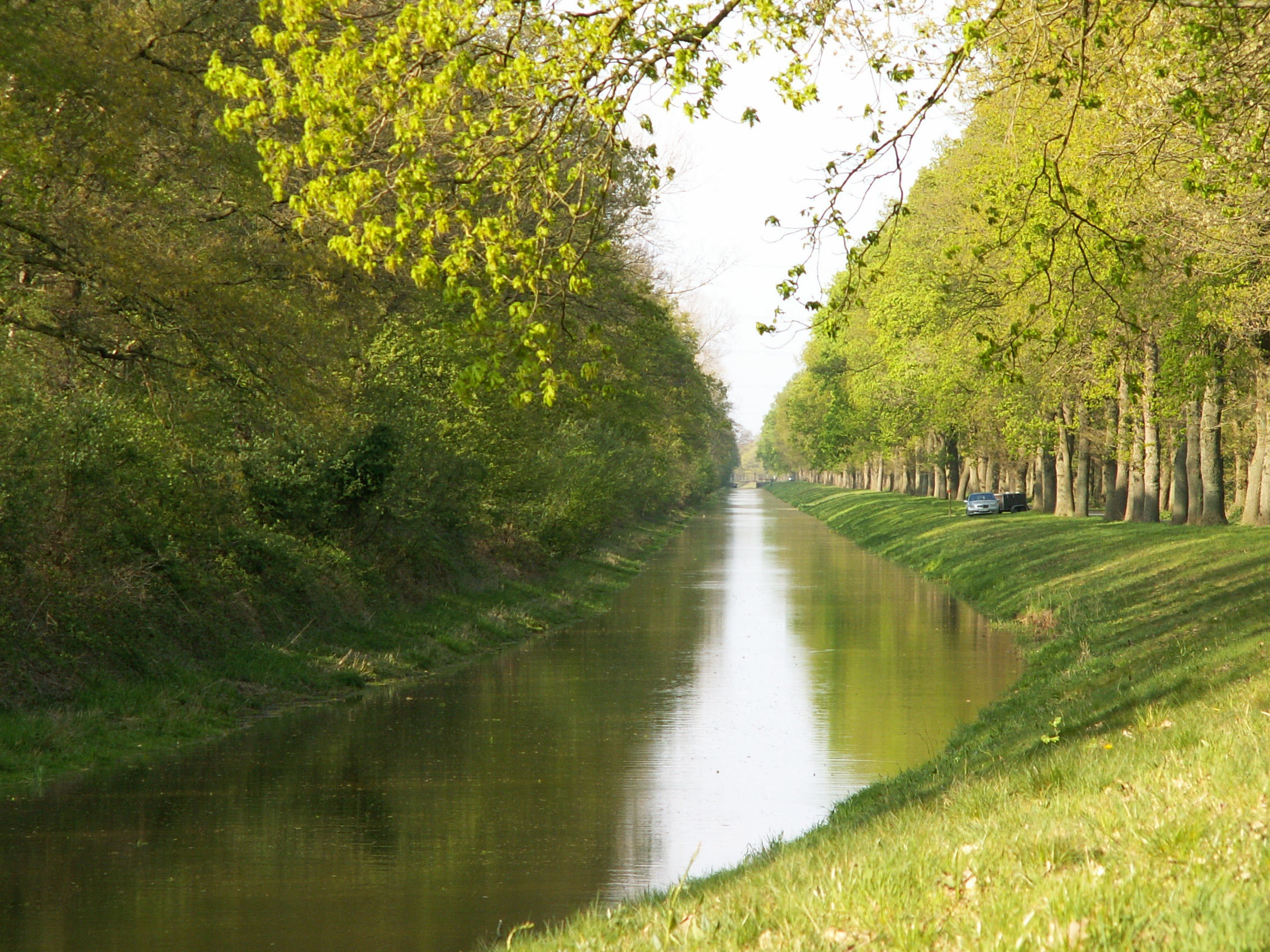
Zuid-Noordkanaal in Nordhorn, blik naar het noorden

Het Zuid-Noordkanaal (Duits: Süd-Nord-Kanal, afgekort SNK) is een kanaal in de Duitse deelstaat Nedersaksen, in de landkreisen Grafschaft Bentheim en Eemsland.
Het kanaal begint in Nordhorn bij het Eems-Vechtkanaal en eindigt in het noorden in het Haren-Ruitenbroekkanaal bij Rütenbrock. Bij Georgsdorf splitst het Zuid-Noordkanaal met het Coevorden-Piccardiekanaal. De lengte van het Zuid-Noordkanaal bedraagt 47 kilometer.

## Geschiedenis
Het kanaal vormt onderdeel van het vaarwegennet ten westen van de Eems (Linksemsisches Kanalnetz), dat tussen 1871 en 1904 aangelegd werd. Behalve het goederenvervoer door schepen met 200 ton laadvermogen, dient het kanaal voor de drainage van de omliggende venen.